# Stéphane Rochon
Stéphane Rochon (Laval, 15 de marzo de 1974) es un deportista canadiense que compitió en esquí acrobático, especialista en la prueba de baches. Ganó dos medallas en el Campeonato Mundial de Esquí Acrobático, plata en 1997 y bronce en 2001.

## Medallero internacional
| Campeonato Mundial | Campeonato Mundial | Campeonato Mundial | Campeonato Mundial |
| Año                | Lugar              | Medalla            | Prueba             |
| ------------------ | ------------------ | ------------------ | ------------------ |
| 1997               | Nagano (Japón)     | Medalla de plata   | Baches             |
| 2001               | Whistler (Canadá)  | Medalla de bronce  | Baches             |